# Amblypodia fara
Amblypodia fara är en fjärilsart som beskrevs av Hans Fruhstorfer 1907. Amblypodia fara ingår i släktet Amblypodia och familjen juvelvingar. Inga underarter finns listade i Catalogue of Life.